# Helmut Münch (Politiker, 1939)
Helmut Münch (* 5. Juli 1939 in Golzow, Kreis Zauch-Belzig; † 1. Dezember 2024) war ein deutscher Politiker (CDU). Von 1990 bis 2004 war er Abgeordneter im Sächsischen Landtag.

## Werdegang
Münch besuchte die Schule in Brandenburg und studierte nach dem Abitur von 1957 bis 1963 Textiltechnik an der TU Dresden. Nach dem Diplom war er von 1983 bis 1990 als wissenschaftlicher Mitarbeiter, Rechenstellenleiter und Bereichsleiter im heutigen Institut für Technische Textilien Dresden beschäftigt. Ab Juli 1990 war er Landesstrukturbeauftragter und stellvertretender Leiter des Koordinierungsausschusses zur Bildung des Landes Sachsen. Bis 1989 war er parteilos, danach war er Mitbegründer der Partei Demokratischer Aufbruch. Nach der Fusion mit der CDU war er deren stellvertretender Landesvorsitzender. Im Oktober 1990 wurde er in den Landtag von Sachsen gewählt, dem er bis 2004 angehörte. Münch war außerdem Staatssekretär beim Staatsminister für Wirtschaft und Arbeit.
Am 26. Mai 1997 wurde ihm von Landtagspräsident Erich Iltgen die Sächsische Verfassungsmedaille verliehen. Helmut Münch starb am 1. Dezember 2024.